# Pliorhinus
Pliorhinus — вимерлий рід носорогів, відомий з пізнього міоцену та пліоцену Євразії. Типовий вид, Pliorhinus megarhinus, раніше був віднесений до Dihoplus.

## Таксономія
Рід був названий у 2021 році, щоб включити два види, які раніше були включені в широкий спектр родів носорогів, включаючи Dihoplus і Stephanorhinus.
- P. megarhinus (de Christol, 1834) відомий з пізнього міоцену-пліоцену Європи, Анатолії та Забайкалля[2][3]
- * P. miguelcrusafonti (Guérin & Santafé-Lopis, 1978)
- P. ringstoemi (Arambourg, 1959) — пізній міоцен Китаю (раніше синонімізував "P. megarhinus"[2], але тепер розглядається як окремий[4])

Види Pliorhinus — це середнього розміру дворогі носороги, які мають носову виїмку, розташовану над корінними зубами, і відрізняються від інших носорогів різними характерами зубів. P. megarhinus відомий тим, що має відносно плоский дах черепа. Вважається, що види Pliorhinus тісно споріднені та, можливо, предки Stephanorhinus.